# Elezioni parlamentari in Liechtenstein del 2017
Le elezioni parlamentari in Liechtenstein del 2017 si tennero il 5 febbraio per il rinnovo del Landtag.

## Risultati
| Liste                                    | Voti    | %     | Seggi |
| ---------------------------------------- | ------- | ----- | ----- |
| Partito Progressista dei Cittadini (FBP) | 68 673  | 35,24 | 9     |
| Unione Patriottica (VU)                  | 65 742  | 33,73 | 8     |
| Gli Indipendenti (DU)                    | 35 885  | 18,41 | 5     |
| Lista Libera (FL)                        | 24 595  | 12,62 | 3     |
| Totale                                   | 194 895 | 100   | 25    |

| Riepilogo dei voti (+/- elezioni 2013)  | Riepilogo dei voti (+/- elezioni 2013) | Riepilogo dei voti (+/- elezioni 2013) | Riepilogo dei voti (+/- elezioni 2013) | Riepilogo dei voti (+/- elezioni 2013) | Riepilogo dei voti (+/- elezioni 2013) | Riepilogo dei voti (+/- elezioni 2013) |
| --------------------------------------- | -------------------------------------- | -------------------------------------- | -------------------------------------- | -------------------------------------- | -------------------------------------- | -------------------------------------- |
| Partito Progressista dei Cittadini      | Partito Progressista dei Cittadini     | Partito Progressista dei Cittadini     |                                        |                                        | 35,24%                                 | ▼ 4,76                                 |
| Unione Patriottica                      | Unione Patriottica                     | Unione Patriottica                     |                                        |                                        | 33,73%                                 | ▲ 0,18                                 |
| Gli Indipendenti                        | Gli Indipendenti                       | Gli Indipendenti                       |                                        |                                        | 18,41%                                 | ▲ 3,09                                 |
| Lista Libera                            | Lista Libera                           | Lista Libera                           |                                        |                                        | 12,62%                                 | ▲ 1,49                                 |
| Riepilogo dei seggi (+/- elezioni 2013) |                                        |                                        |                                        |                                        |                                        |                                        |
|                                         |                                        |                                        |                                        |                                        |                                        |                                        |
| FL                                      | 3                                      | ━                                      |                                        | VU                                     | 8                                      | ━                                      |
| FBP                                     | 9                                      | ▼ 1                                    |                                        | DU                                     | 5                                      | ▲ 1                                    |